# North Branch (Minnesota)
North Branch é uma cidade localizada no estado americano de Minnesota, no Condado de Chisago.

## Demografia
Segundo o censo americano de 2000, a sua população era de 8023 habitantes.

## Geografia
De acordo com o United States Census Bureau tem uma área de
93,3 km², dos quais 92,4 km² cobertos por terra e 0,9 km² cobertos por água.

## Localidades na vizinhança
O diagrama seguinte representa as localidades num raio de 20 km ao redor de North Branch.